# Υ Андромеди

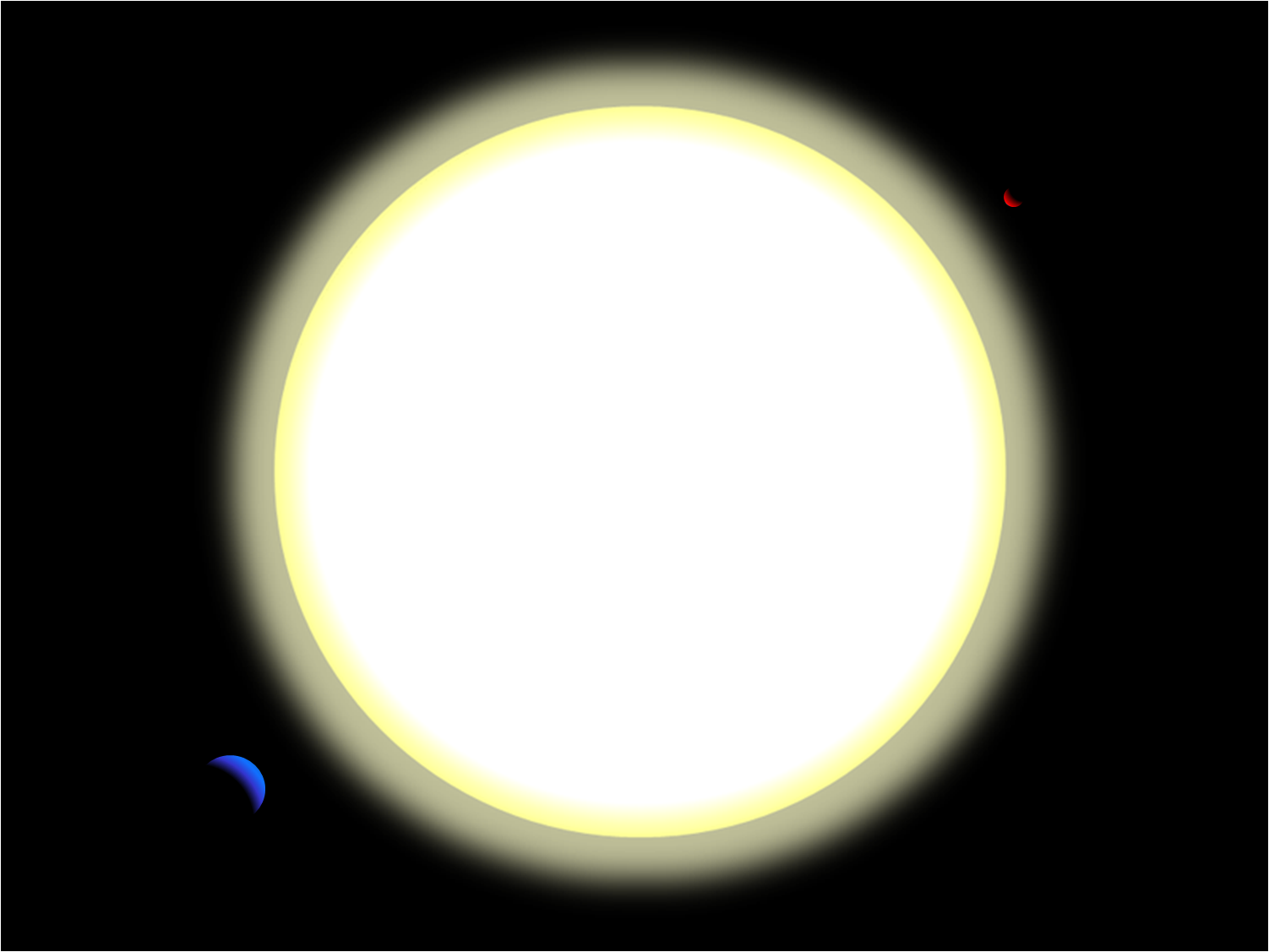
Художнє уявлення зірки.

υ Андроме́ди (Іпсилон Андромеди, лат. υ Andromedae) — сонцеподібна зоря в сузір'ї Андромеди.
Перша зоря головної послідовності, в якої виявили багатопланетну систему[джерело?]. Планета b — типовий гарячий юпітер, інші дві вочевидь є газовими гігантами. 2010 року повідомлялося про відкриття четвертої планети e, яка перебуває на значній віддалі, але ці дані не підтверджено.

## Фізичні характеристики
Зоря має спектральний клас F8V, перебуває на відстані 43,9 світлових років від Сонця. Її можна бачити неозброєним оком (видима зоряна величина — 4,09). Світність — 3,4 сонячної. 2002 року виявлено її супутник — тьмяний червоний карлик на відстані 750 а. о.